# Val-Benoît (Liège)
Le Val-Benoît est un ensemble architectural de style moderniste situé en Belgique à Liège, sur les rives de la Meuse, construit entre 1930 et 1965 par l'université de Liège qui occupe le site jusqu'en 2005. Le site de 9 hectares, laissé à l'abandon de nombreuses années, est en cours de réhabilitation.

## Histoire

Le quai Banning à Liège : le bâtiment réhabilité en siège liégeois du FOREM et le Pont du Pays de Liège emprunté par l'autoroute E25, pris depuis le Pont-rails du Val-Benoît

Le site du Val-Benoît tire son nom de l'existence à cet endroit d'une abbaye cistercienne remontant au XIIIe siècle. L'abbaye du Val-Benoît, en partie détruite en 1796 à la suite de la révolution liégeoise. Elle sera à nouveau détruite, complètement cette fois, durant la Seconde Guerre mondiale lors des bombardements du pont de chemin de fer voisin. Le corps de l'ancienne abbaye sera ensuite reconstruit, tout comme l'ancienne porterie marquant l'entrée du site, en 1952. L'ancienne abbaye a été rachetée et rénovée dans les années 2000 par le Forem qui y a aujourd'hui implanté son département Forem Formation.
Après la Première Guerre mondiale, l'université de Liège, qui depuis sa fondation en 1817 avait établi ses activités dans le centre historique de la ville de Liège, est à la recherche de nouveaux espaces afin de faire face au développement important de l'enseignement des sciences et des techniques. En 1924, l'Université de Liège achète huit hectares de terrain situés autour des ruines de l'ancienne abbaye du Val-Benoît. La création du site du Val-Benoît par l'Université de Liège est menée sous la direction de Marcel Dehalu, professeur de topographie à la faculté technique. Le projet comprend la création de cinq ensembles nouveaux : un institut de chimie appliquée et de Métallurgie, un institut de sciences minérales, un laboratoire de thermodynamique couplé à une centrale de chauffage, un institut de Mécanique et un institut de génie civil.
L'inauguration des premiers bâtiments —  l'institut de chimie et de métallurgie, l'institut de génie civil, le laboratoire de thermodynamique et centrale thermoélectrique  — a lieu le 26 novembre 1937 en présence de Léopold III à l'occasion du centenaire de l'École des Mines. L'institut de mécanique toujours en travaux sera inauguré peu avant la Seconde Guerre mondiale. Endommagés par des bombardements lors de cette guerre entre 1944 et 1945, les bâtiments sont remis en état en 1947 à l'occasion du centenaire de l'Association des Ingénieurs diplômés de l'Université de Liège.
Construit entre 1930 et 1965, le site est progressivement abandonné par l'université de Liège, qui transfère à partir de 1967 l'essentiel de ses activités sur le campus du Sart-Tilman. En 2006, les derniers étudiants, les ingénieurs architectes, quittent le site.

## Réhabilitation

Le génie civil en cours de rénovation

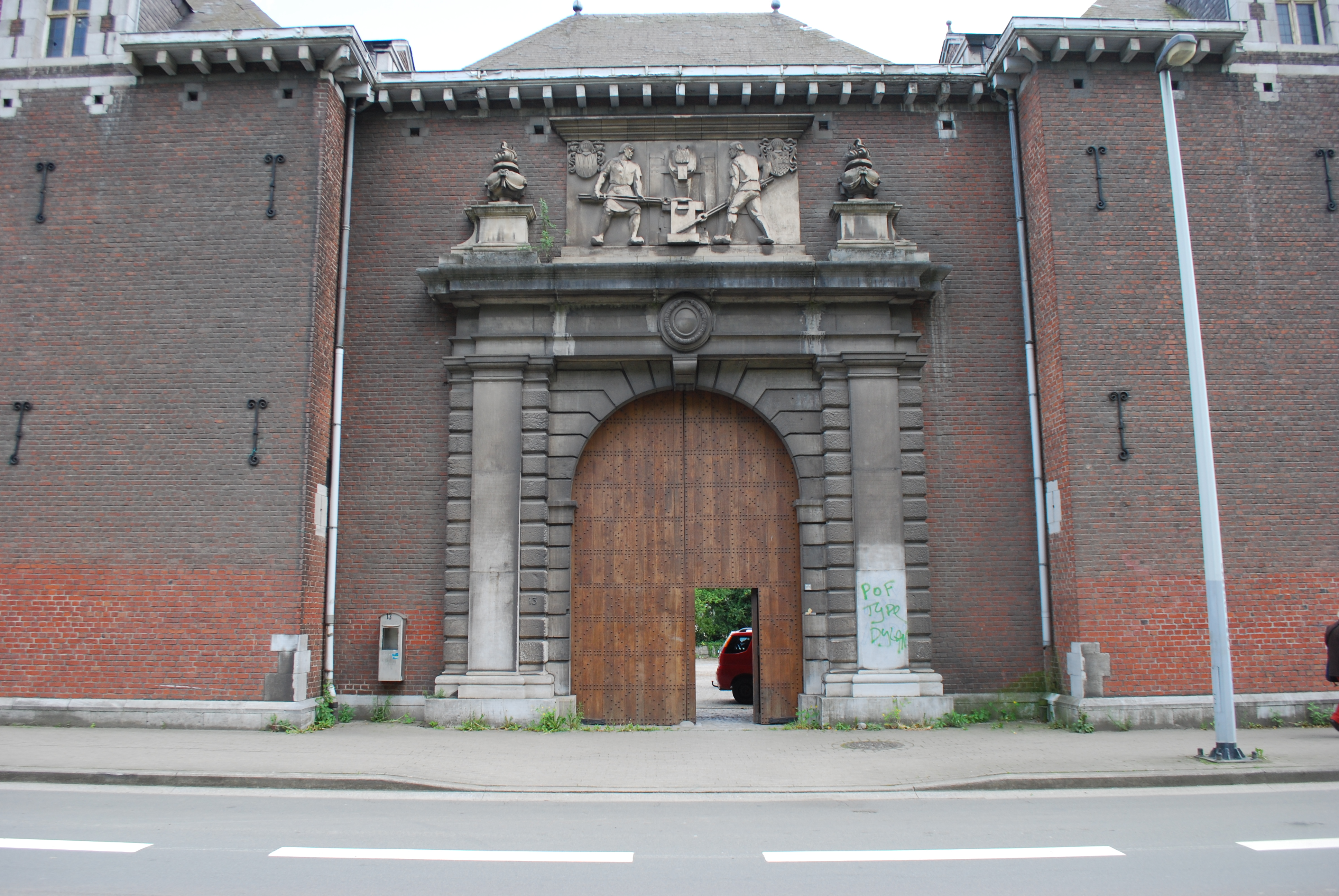
Porterie du Val-Benoît

Laissé à l'abandon pendant plusieurs années, le site connaît une nouvelle vie au début des années 2000. Certains bâtiments sont réhabilités. C'est le cas de l'ancienne abbaye, ainsi que de l'ancien institut de Mathématiques, tous deux acquis et rénovés par le FOREM. L'Ecole Supérieure d'Acteurs (Esact) du Conservatoire royal de Liège occupe également une partie de l'ancien institut de mathématiques.
Entre-temps, le site, clôturé, a notamment servi de terrain d'entraînement pour des unités spéciales de police , ou encore pour des tournage de cinéma (dont par exemple des scènes de Jeux d'enfants (2003) de Yann Samuell ou encore Gangsters (2002) d'Olivier Marchal.
Dès 2007, la SPI, l'agence de développement économique pour la province de Liège, s'intéresse à ce site et propose en collaboration avec la ville de Liège et l'université de Liège un projet de réhabilitation nommé « VAL BENO!T ». Tout en préservant la plupart des anciens bâtiments universitaires et leur architecture moderniste, l'objectif  de la SPI est de créer un pôle économique innovant (entreprises de production légère, bureaux, business center, espace de co-working…) avec plus de vingt hectares dans un parc classique, avec une implantation verticale en « appartements d’entreprises ».
L'Agence wallonne à l'exportation et aux investissements étrangers étudie par ailleurs la possibilité de quitter son implantation bruxelloise et de s’installer sur place. Le site pourrait également accueillir une cité des métiers développée sur le modèle de celles présentes dans d'autres grandes villes européennes.
La première étape du projet « VAL BENO!T » est franchie en décembre 2011 : la SPI devient officiellement propriétaire du génie civil et des abords. Le 24 septembre 2016, c'est le premier bâtiment à être inauguré. Ces deux premiers chantiers (Génie Civil et abords), représentent un budget de 35 millions d'euros,. 
La SPI s'est également dotée d'un masterplan qui a pour but d'organiser la mixité et bien utiliser le potentiel de cet ancien site universitaire qui accueillera également, outre des activités économiques (30 000 m2), des logements (33 000 m2), services, commerces de proximité, espaces culturels, de jeux, etc. 
Le masterplan définit également la mobilité sur place, avec une priorité donnée aux modes de transports doux en intérieur d’îlot et des connexions avec les transports en commun, dont le futur tram qui passera à proximité immédiate.
En 2014, l'ancien laboratoire Van de Graaf-C.R.M. appartenant à la société CFE-MOURY, un promoteur privé, est démoli pour faire place à un nouvel ensemble de bureaux. Les travaux de rénovation de l'institut du génie civil débutent également en 2014.
En décembre 2014, la SPI achète à l'université de Liège le bâtiment de chimie-métallurgie qui se destine tout comme le génie civil à accueillir des entreprises. Les fin des travaux de rénovations est prévue pour 2018.
L'institut de mécanique jusqu'alors propriété de la Ville de Liège est vendu en septembre 2016 à un investisseur privé pour être transformé en logements pour étudiants. 
En octobre 2016, l'enquête publique pour la rénovation de la centrale thermoélectrique, toujours propriété de l'université de Liège, est lancée. Le site accueillera sur 6 000 m2 une cité des métiers, lieu de formation et d’information, et un service de formation continue de l'université.
Les abords sont quant à eux réaménagés en vue de créer un véritable parc urbain dans cette partie de la ville assez peu pourvue en espaces verts.

### Porterie
La porterie de l'abbaye qui date du XVIIe siècle a été reconstruite dans les années 1950 à l'identique à la suite de sa destruction par des bombardements lors la Seconde Guerre mondiale. Cette construction n'était pas prévue dans le projet d'aménagement du nouveau site. En effet, l'emplacement de celle-ci se situe devant la future ligne de tram et les modifications de voiries prévues à cet effet n'ont pas été conçues pour être compatibles avec sa conservation. 
Plusieurs associations, Le Vieux-Liège et SOS Mémoire de Liège, dénoncent la destruction prévue de la porterie et lancent une pétition pour sa conservation. En juin 2017, un accord est annoncé. Il prévoit le démontage de l'édifice pour être réintégré à proximité de l'abbaye. La porterie est démontée en mars 2018.

## Bâtiments du Val-Benoît

Porterie
Abbaye
Institut de mathématique
Institut de génie civil
Institut de chimie et métallurgie
Laboratoire de thermodynamique et centrale thermoélectrique
Institut de mécanique

| Bâtiment                                                    | Date                                                                                     | Architecte                        | Propriétaire actuel            | Occupation actuelle                                          | Géolocalisation                   | Image |
| ----------------------------------------------------------- | ---------------------------------------------------------------------------------------- | --------------------------------- | ------------------------------ | ------------------------------------------------------------ | --------------------------------- | ----- |
| Institut de chimie et de métallurgie                        | 1937                                                                                     | Albert Puters                     | SPI                            | En cours de rénovation                                       | 50° 36′ 47,78″ N, 5° 34′ 25,46″ E |       |
| Institut de génie civil                                     | 1937                                                                                     | Joseph Moutschen                  | SPI                            | Bureaux d'entreprises (inauguré le 24 septembre 2016)        | 50° 36′ 51,65″ N, 5° 34′ 32,1″ E  |       |
| Laboratoire de thermodynamique et centrale thermoélectrique | 1937                                                                                     | Albert Duesberg                   | Université de Liège            | En cours de rénovation                                       | 50° 36′ 54,64″ N, 5° 34′ 24,8″ E  |       |
| Institut de mécanique                                       | 1939                                                                                     | Joseph Moutschen et Albert Puters | Investisseur privé             | En cours de rénovation                                       | 50° 36′ 51,73″ N, 5° 34′ 25,92″ E |       |
| Génie civil et hydraulique fluviale                         | agrandissements en 1955-1960                                                             | Joseph Moutschen                  | SPI                            | Bureaux d'entreprises (inauguré le 24 septembre 2016)        | 50° 36′ 49,01″ N, 5° 34′ 30,82″ E |       |
| Abbaye du Val-Benoît                                        | 1955 (reconstruction fidèle de l'abbaye endommagée durant la Seconde Guerre mondiale)    | Jean François et J.-F. Plumier    | Forem                          | Forem                                                        | 50° 36′ 56,31″ N, 5° 34′ 27,62″ E |       |
| Porterie                                                    | 1955 (reconstruction fidèle de la porterie endommagée durant la Seconde Guerre mondiale) |                                   | SPI                            | Démontée en mars 2018                                        | 50° 36′ 57,76″ N, 5° 34′ 24,6″ E  |       |
| Laboratoire Van de Graaf-C.R.M.                             | 1959                                                                                     |                                   | CFE-MOURY (investisseur privé) | Détruit en 2014                                              | 50° 36′ 58,05″ N, 5° 34′ 28,74″ E |       |
| Institut de mathématique                                    | 1965                                                                                     | M. Burton                         | Forem                          | Forem et École Supérieure d'Acteurs (ESACT) du Conservatoire | 50° 36′ 56,48″ N, 5° 34′ 36,19″ E |       |
| Ernest 11 (Renaissance)                                     | 2019                                                                                     | Art & Build                       | BPI-Moury                      | En construction                                              | 50° 36′ 59,11″ N, 5° 34′ 26,4″ E  |       |